# Humanisierung des Arbeitslebens
Der Begriff Humanisierung des Arbeitslebens (HdA) entbehrt bislang einer eindeutigen und übereinstimmenden Definition. Er fand 1974 mit dem staatlichen „Forschungsprogramm zur Humanisierung des Arbeitslebens“ und der Debatte um die Qualität des Arbeitslebens offiziell Eingang in die politische Terminologie. Im Mittelpunkt stand dabei die Auseinandersetzung mit der tayloristisch-fordistischen Organisation von Arbeit. Im Rahmen des staatlichen Programms, das als arbeitspolitisches Teilprogramm der sozialdemokratischen Reformära initiiert worden war, wurden rund 1.600 Projekte gefördert.

## Phasen

### Erste Etappe
In der ersten Etappe in den 1970er Jahren ging es um die Kritik an zunehmend als unmenschlich empfundenen Arbeitsbedingungen und Arbeitsformen, für die als Symbol die Fließbandarbeit stand. Von wissenschaftlicher Seite wurde diese Kritik vor allem von einer politisch und gesellschaftstheoretisch aufgeladenen Industrie- und Arbeitssoziologie getragen, die relativ eng mit gewerkschaftlicher Programmatik und mit den politischen Reformansätzen der damaligen Sozialdemokratie verknüpft war. Ziel war vor allem die Ausweitung von Partizipationsmöglichkeiten der Beschäftigten, wobei die Mitbestimmungsrechte der Betriebsräte bei Einführung neuer Arbeitsverfahren und Technologien auf Basis des Betriebsverfassungsgesetzes als Hebel dienten.

### Zweite Etappe
In einer zweiten Etappe, die in etwa die 1980er Jahre umfasst, wurde die Krise des Taylorismus offensichtlicher. In der Arbeitswissenschaft und auch bei den Gewerkschaften entwickelte sich eine regelrechte Gestaltungseuphorie. Sie erreichte ihren Höhepunkt mit den Mitte der 1980er Jahre propagierten neuen Produktionskonzepten, die auf eine Vereinbarkeit von Rationalisierung und Humanisierung durch Arbeitsstrukturierung bauten und ihren Niederschlag einerseits in arbeitswissenschaftlichen Projekten zur Sicherstellung der Schädigungslosigkeit und Beeinträchtigungslosigkeit der Arbeit, andererseits in großen Branchenprojekten zur Einführung neuer Arbeitsstrukturen z. B. in der Bekleidungs- oder Gießereiindustrie fanden. Aus heutiger Sicht vernachlässigten die arbeitswissenschaftlichen Projekte die Dynamik der technischen Entwicklung vor allem im Bereich der Informationstechnologie, während die Arbeitsstrukturierungsprojekte z. T. mangels technischer Unterstützung zu früh kamen und als nicht nachhaltig angesehen werden müssen.

### Dritte Etappe
In einer dritten Etappe, seit Anfang der 1990er Jahre, erreichte die programmatische Abkehr von tayloristischen Arbeitsmethoden ihren Höhepunkt. Die neuen Management-Konzepte (insbesondere Schlanke Produktion), die Leitbilder moderner Arbeit und damit auch wesentliche Teile der betrieblichen Realität folgten zunehmend Prinzipien der Taylorismuskritik: flexible und selbstbestimmte Arbeitszeiten, Gruppenarbeit, Jobenrichment verbunden mit der Erhöhung des Anteils kognitiver und lernförderlicher Tätigkeiten, Enthierarchisierung, Selbstorganisation, Mitarbeiterbeteiligung etc. Vertraute Koordinaten der Organisation von Arbeit – Hierarchie, Kontrolle, Fremdrationalisierung, Fremdbestimmung, eingeschränkte Subjektivität, Trennung von Arbeits- und Lebenswelt etc. – und die hieran gewonnenen Bewertungskriterien wie Belastung und Restriktivität, Dispositionsspielräume etc. gerieten ins Wanken. Diese Projekte widmeten sich verstärkt dem Dienstleistungssektor und auch der Gesundheitsprävention. Wegen ihres weitgehend einzelbetrieblichen Ansatzes, einer oft unzureichenden Methodik (Mitarbeiterbefragungen und Kurzzeituntersuchungen) und ihrer häufigen arbeitswissenschaftlichen Fixierung auf Einzelarbeitsplätze verfehlten sie oft das Ziel. Sie verpassten den Trend der zunehmenden Umformung der Dienstleistungen von regelorientierter Sachbearbeitung zu flexibler Kundenkommunikation und wurden von der Entwicklung der Kommunikationstechnik und Vernetzung überholt.

## Finanzierung
Finanziert wurde das Programm aus Mitteln des damaligen „Bundesministers für Forschung und Technologie“ (BMFT), heute „Bundesministerium für Bildung und Forschung“ (BMBF), das mit dem Programm den engen Rahmen der traditionellen Technologieforschung 1974 erstmals sprengte. 1989 wurde es zum Programm Arbeit und Technik umgestaltet, wobei die Programmatik in Richtung auf die Stärkung der Innovationskraft der deutschen Wirtschaft verändert wurde. Dabei wurden die sozial- und arbeitspolitischen Förderziele geschwächt.
Organisatorisch wurde das Programm über einen zur „Deutschen Forschungs- und Versuchsanstalt für Luft- und Raumfahrt“ (DFVLR), heute „Deutsches Zentrum für Luft- und Raumfahrt“ (DLR), gehörenden Projektträger abgewickelt.